# Politécnico (métro de Mexico)
Politécnico est une station terminus de la Ligne 5 du métro de Mexico, située au nord de Mexico, dans la délégation Gustavo A. Madero.

## La station
La station est ouverte en 1982.
Son nom et son emblème font référence au campus Zacatenco de l'Institut polytechnique national, l'un des principaux établissements d'enseignement supérieur au Mexique, dont les installations sont situées à quelques pâtés de maisons de la station.